# Kanton Chaumont-2
 Chaumont-2 is een kanton van het Franse departement Haute-Marne. Het kanton maakt deel uit van het arrondissement  Chaumont.  

Het telt 8.391 inwoners in 2018.

Het kanton werd gevormd ingevolge het decreet van 17  februari 2014 met uitwerking op 22 maart 2015.

## Gemeenten
Het kanton omvat volgende  gemeenten:
- Buxières-lès-Villiers
- Chamarandes-Choignes
- Chaumont ( centraal deel )
- Laville-aux-Bois
- Villiers-le-Sec